# Moyes Peak
Moyes Peak är en bergstopp i Antarktis. Den ligger i Östantarktis. Australien gör anspråk på området. Toppen på Moyes Peak är 819 meter över havet.
Terrängen runt Moyes Peak är platt norrut, men söderut är den kuperad. Trakten är obefolkad. Det finns inga samhällen i närheten.